# Крімпен-ан-де-Лек
Крімпен-ан-де-Лек (нід. Krimpen aan de Lek) — село в нідерландській провінції Південна Голландія. Входить до муніципалітету Крімпенервард.
До 1985 року мало статус окремого муніципалітету.

## Галерея

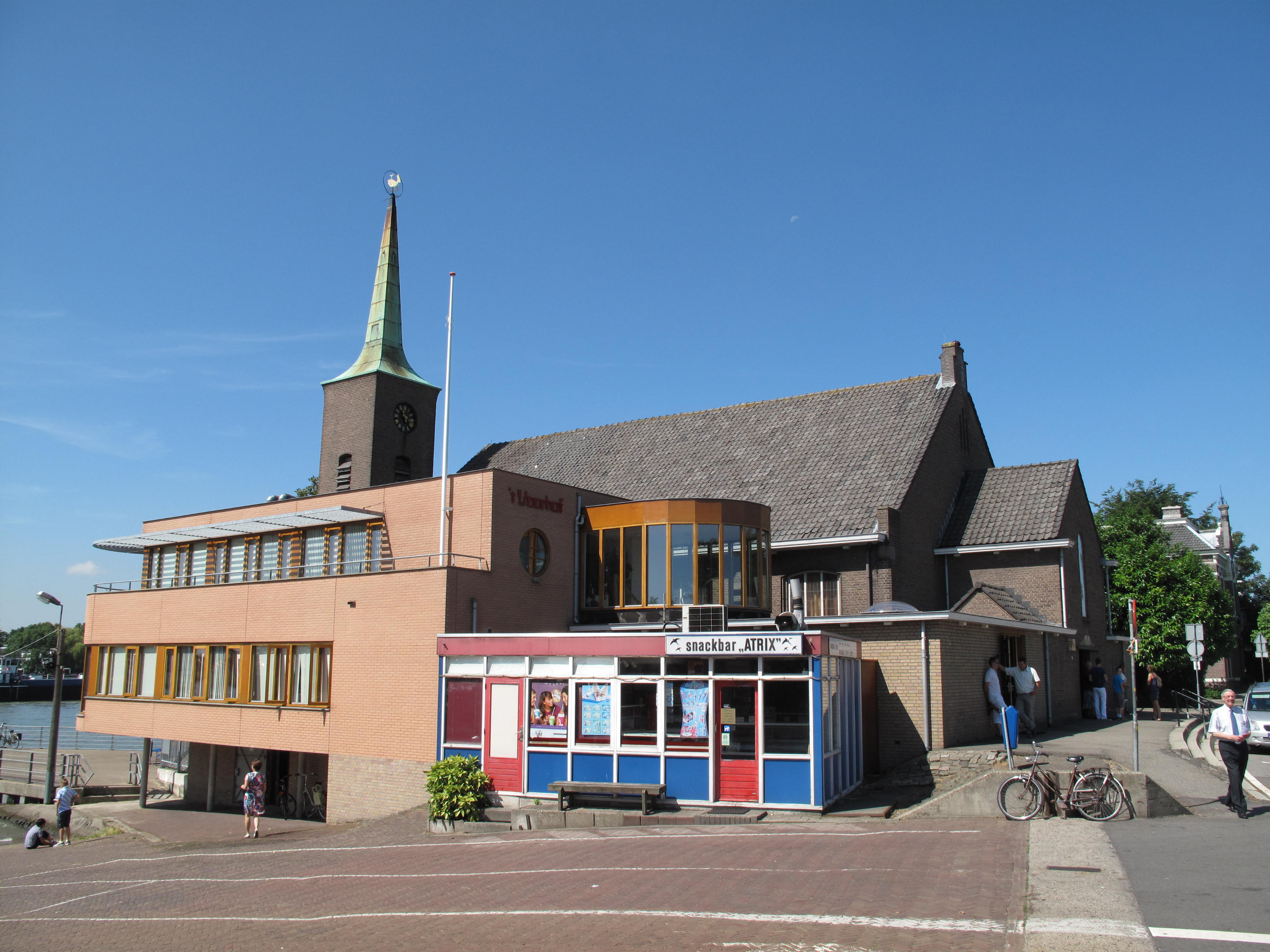
Сільська церква
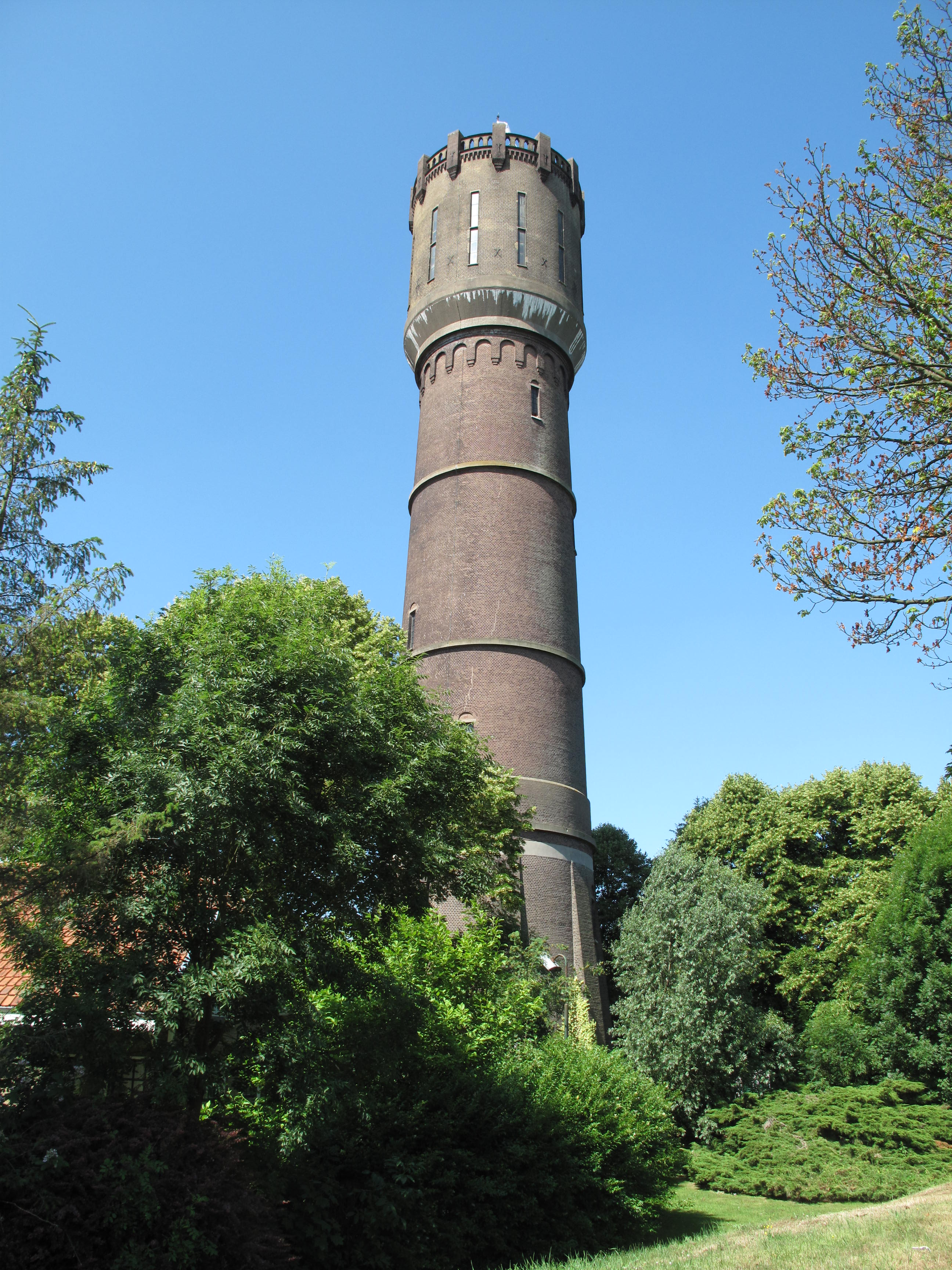
Водонапірна вежа
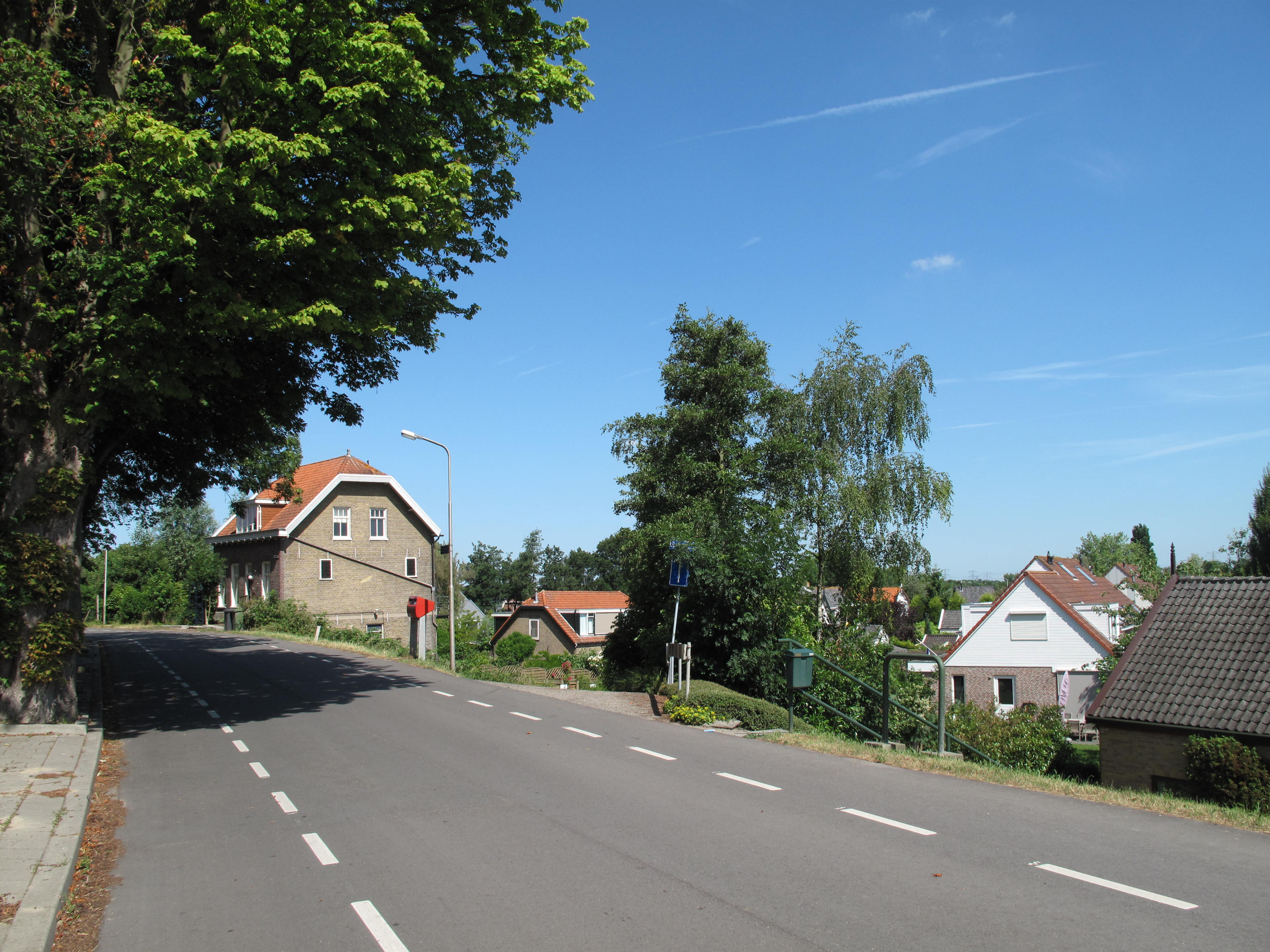
Вулична панорама